# Story of Seasons: Pioneers of Olive Town
Story of Seasons: Pioneers of Olive Town ist ein 2021 veröffentlichtes Computerspiel des japanischen Entwicklers Marvelous und der 29. Eintrag in der Story-of-Seasons-Spielereihe. Typisch für die Spiele der Serie, verbindet Pioneers of Olive Town Elemente des Rollenspiels mit denen eines Simulationsspiels. Der Spieler bewirtschaftet darin einen geerbten Bauernhof und interagiert mit den Bewohnern des Dorfes.
Der Titel erschien zunächst exklusiv für Nintendo Switch, später folgte eine Umsetzung für Microsoft Windows. Insgesamt verkaufte sich Story of Seasons: Pioneers of Olive Town über eine Million Mal.

## Veröffentlichung
Story of Seasons: Pioneers of Olive Town wurde im Februar 2021 in Japan, am 23. März in den USA und am 26. März 2021 in Europa für Nintendo Switch veröffentlicht. Damit ist es fast 25 Jahre nach Erscheinen des original Harvest Moon von 1996 erschienen. Es ist der zweite Story-of-Seasons-Ableger für die Konsole und Nachfolger von Story of Seasons: Friends of Mineral Town aus dem Jahr zuvor. Das Spiel erschien sowohl als digitaler Download als auch im Einzelhandel. Eine in den USA vertriebene Premium Edition enthält das Spiel sowie zusätzlich ein Stoffposter und ein Büffel-Plüschtier. In Europa erschien eine Deluxe Edition, die neben dem Spiel ein Poster, ein Notizbuch sowie zehn Sammelkarten enthält.
Publisher Xseed Games gab bereits vor Veröffentlichung bekannt, dass in den Monaten nach Erscheinen mehrere DLC folgen sollten. Diese umfassen neue Orte, Handlungsinhalte sowie kosmetische Gegenstände für den Spielercharakter. Ein Expansion Pass bietet alle Zusatzinhalte zusammengefasst. In keinem Story-of-Seasons-Titel zuvor hat es so viele zusätzlichen Inhalte gegeben.
Am 15. September 2021 folgte eine Portierung für Microsoft Windows, die exklusiv via Steam vertrieben wird.
Vom 10. bis zum 16. November 2021 stand Pioneers of Olive Town im Rahmen eines Probespiel-Events für Abonnenten des Dienstes Nintendo Switch Online ohne zusätzliche Kosten zur Verfügung.

## Rezeption
Pioneers of Olive Town erhielt gemischte Rezeption in der Computerspielpresse. Metacritic aggregierte eine Wertung von 71 aus 100 Punkten für die Nintendo-Switch-Fassung, basierend auf 60 Rezensionen. Die Version für Windows schneidet hier mit einem Metascore von 76 ein Stück weit besser ab, diese Punktzahl basiert allerdings nur auf sechs Rezensionen. OpenCritic ermittelte über beide Plattformen hinweg einen Punktestand von 71 aus 100 auf Grundlage von 75 Kritiken.
Im Test von Destructoid schnitt der Titel mit 6,5 aus 10 Punkten ab. CJ Andriessen beurteilt das Spiel als „leicht überdurchschnittlich“ und spricht eine Empfehlung für Fans der Serie oder des Genres aus. Für einen Titel, der zum 25-jährigen Jubiläum der Reihe erschien, sei Pioneers of Olive Town weder innovativ noch besonders, aber ein solider weiterer Eintrag der Reihe.
Bereits wenige Tage nach Veröffentlichung meldete der Publisher über 700.000 verkaufte Exemplare. Bis Oktober 2021 verkaufte sich Pioneers of Olive Town über eine Million Mal.